# Varde kommun
Varde kommun är en kommun i Region Syddanmark i västra Danmark. Kommunen är belägen på halvön Jylland, norr om staden Esbjerg. Centralort är staden Varde.
I samband med kommunreformen 2007 utvidgades Varde kommun med de dåvarande kommunerna Blåbjerg, Blåvandshuk och Ølgod samt, med undantag för Grimstrups socken som gick till Esbjergs kommun, huvuddelen av Helle kommun.

## Natur och geografi
Blåvandshuk med Blåvands fyr ligger i Varde kommun och är Danmarks västligaste punkt. Vadehavet sträcker sig från Varde kommun i norr till Nederländerna i söder, och Skallingen är ett ganska nyligen bildat landområde, som uppstod efter en stormflod 1634 med avlagringar av sand.

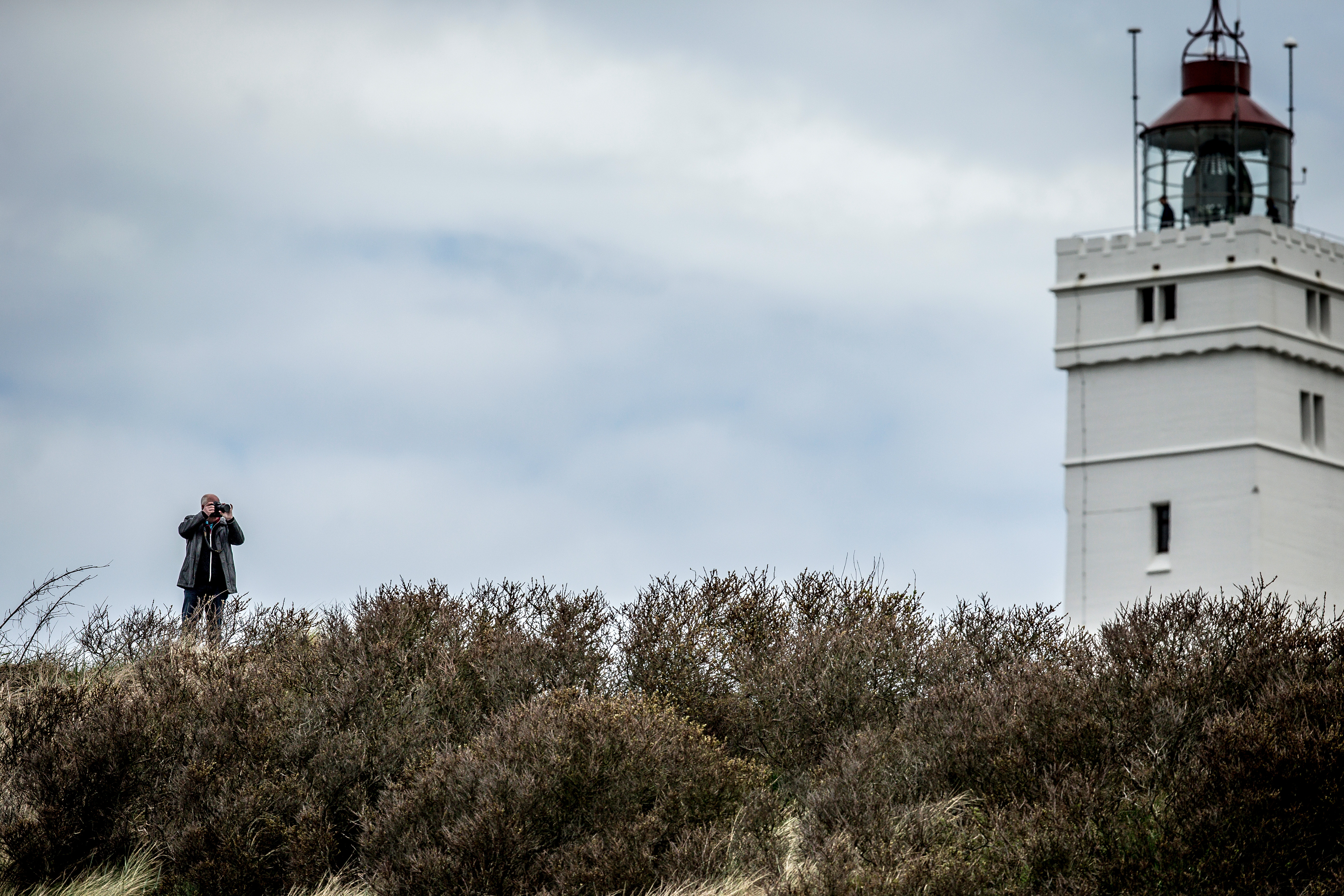
Blåvands fyr.

## Socknar
| 1. Lønne socken 2. Nørre Nebels socken 3. Lydums socken 4. Strellevs socken 5. Ølgods socken 6. Henne socken 7. Ovtrups socken 8. Lunde socken 9. Kvongs socken 10. Horne socken 11. Tistrups socken 12. Skovlunds socken 13. Åls socken 14. Janderups socken 15. Varde socken 16. Thorstrups socken 17. Hodde socken 18. Ansagers socken 19. Næsbjergs socken 20. Øse socken 21. Vester Starups socken 22. Oksby socken 23. Billums socken 24. Alslevs socken 25. Grimstrups socken 26. Årre socken 27. Fåborgs socken 28. Agerbæks socken 29. Ho socken |